# Vladimir Vladimirovitch Verkhovski
 (juin 2011).
Si vous disposez d'ouvrages ou d'articles de référence ou si vous connaissez des sites web de qualité traitant du thème abordé ici, merci de compléter l'article en donnant les références utiles à sa vérifiabilité et en les liant à la section « Notes et références ».
Vladimir Vladimirovitch Verkhovski (né le 1er avril 1849 à Vetlouga et mort le 18 février 1910 à Ospedaletti en Italie), conseiller secret actuel, était un homme politique russe, membre du Conseil de l'Empire russe à partir de 1896.

## Biographie
Il est baptisé le 5 avril 1849 dans l’église de la Résurrection du Christ de Voskressenskaia (son parrain était le chef de police de Vetlouga). Il est issu de la noblesse ancienne non-titrée.
En 1865, il achève ses études secondaires au collège de Kostroma, obtenant la médaille d’or d'excellence. Il décroche une licence de sciences juridiques à l’Université de Moscou en 1869.
En août 1865, il est enregistré dans la 2e partie du Registre généalogique de Kostroma pour les mérites militaires de son père, tandis que son frère sera inscrit vingt ans plus tard dans la 6e partie – noblesse ancienne - du même registre.
Il emménage à Saint-Pétersbourg dans une maison au 13 allée Gousev (Rebellion ou Znamonskaïa) (sa fille, A. V. Rjevousskaïa vivait dans la maison no 43). Il épouse sa nièce au second degré, Olga Alexandrovna Mikhaïlova (née le 19 septembre 1850 décédée à Makariev, le 14 juillet 1914) à Verjbolovo, le 8 septembre 1872.
Parmi les membres des comités financiers du Conseil d'État dans la dernière partie du XIXe siècle, Vladimir Verkhovski, Vladimir Nikolaïevitch Kokovtsov, Nikolaï Pokrovski, Nikolaï Mordvinov et Ivan Chipov se distinguaient par le fait qu'ils avaient précédemment évolué dans les rangs du ministère des Finances et de la Chancellerie principalement, gagnant ainsi une réputation de spécialistes et une connaissance utile des ministères régaliens ; Vladimir Verkhovski était, en outre, passé par le ministère de la Justice.

La personnalité de Vladimir Verkhovski a été décrite par l'un de ses jeunes collègues, Iossif Vladimirovitch Gourko qui fut aussi l'assistant du ministre de l'Intérieur von Plehve. Iossif Gourko met notamment en valeur l'importance au sein du conseil dans les discussions de trois membres qu'il appelle des « spécialistes », dont Vladimir Verkhovski : « les spécialistes par des études et un effort conscient, cherchaient seulement à améliorer les projets soumis par les départements ministériels », ce qui laisse supposer que d'autres membres du conseil étaient soit moins qualifiés, soit partiaux dans leur travail. Gourko a ainsi décrit Vladimir : 

« Pour tout son talent et son éloquence, Verkhovski était moins un économiste de profession qu'un dilettante qui maîtrisait extrêmement facilement tout sujet… Il était connu au Conseil comme un opposant résolu à Serge Witte et à la politique financière de ce dernier. Il fut particulièrement ferme dans son opposition au projet de Witte d'établir un régime d'étalon-or, à une époque où il était l'assistant de Protassov-Bakmetev (ru), le superviseur des Institutions de l'Impératrice Maria… Comme il représentait constamment son chef au Conseil, il réussit à former un groupe important d'opposants au projet au Conseil, au point que Witte fut obligé de retirer le projet et de le faire passer par un oukase impérial. Par la suite, Verkhovski perdit une bonne partie de sa brillance et bien qu'il continuât à s'opposer à toutes les mesures suggérées par le Ministre de Finances, il ne fut plus capable de mobiliser l'opposition contre Witte »

Parmi les membres du Conseil qui avaient une spécialisation financière, Gourko cite aussi Nikolaï Chidlovski (ru) qui « avait moins de talent que Verkhovski et ne possédait qu'une connaissance superficielle de l'économie ». Lui aussi fut un fervent opposant à Serge Witte et fut constamment une épine dans la chair du ministre des finances pendant les sessions des départements.
Le troisième spécialiste économique au sein du Conseil à cette époque était Fiodor Goustavovitch Terner (ru) qui, selon Iossif Gourko, était le plus impartial des trois mais aussi le plus conservateur : ce fut le moins influent des trois.
Leur influence fut constructive et les changements qu'ils proposèrent furent utiles : un exemple en est donné dans le cas de Verkhovski dans la première tentative de fiscalité progressive sur le revenu applicable aux entreprises (promyslovyi Nalog).
Il meurt en Italie, dans la localité de Ospedaletti, proche de San Remo. Il est enterré au cimetière Saint-Nicolas de la Laure de Saint-Alexandre-Nevski à Saint-Pétersbourg.

## Carrière politique
Il est admis au 1er département du Sénat et affecté à la Chancellerie du Département dès le 30 octobre 1869. Il est nommé secrétaire de collège, adjoint au secrétaire principal du 1er département le 2 octobre 1870, fonctions qu'il exercera jusqu'en 1874. Il est promu secrétaire principal du 1er département et assesseur de collège le 14 mars 1874. Il exerce les fonctions de jurisconsulte au bureau de consultation du ministère de la Justice du 1er juin 1875, conseil aulique en 1876. Le 26 avril 1876, il part en mission à Varsovie, participer à la réorganisation de son système judiciaire du Royaume du Congrès.
À son retour à Moscou, le 10 mai 1877, il est nommé directeur de la 2e section de la Chancellerie du Comité des Ministres.
Il occupera tour à tour les fonctions de :
- Conseiller de collège (1879);
- Conseiller d’État (1880) ;
- Conseiller d’État actuel (1er janvier 1882) ;
- Directeur de la Chancellerie Spéciale chargée des problèmes de crédit (du 7 janvier 1883 à 1889) ;
- Conseiller secret (le 13 avril 1886) ;
- Membre du Conseil du Ministre des Finances (du 3 avril 1889 à 1890) ;
- Vice-directeur général de la Chancellerie Privée de sa Majesté Impériale chargée des institutions de l’Impératrice Maria (du 3 août 1890 à 1896) ;
- Membre de la Commission Spéciale des Tuteurs Honoraires pour l’élaboration des règles de caisse et autres règles pour l’administration des institutions de l’Impératrice Maria (1er février 1892 à 1894) ;
- Membre honoraire du conseil des asiles pour enfant de Moscou (9 novembre 1894 – 1896) ;
- Membre honoraire du Comité Général pour la collecte des dons en faveur des asiles pour enfants dans le cadre des institutions de l’Impératrice Maria (30 janvier 1896 – 1905) ;
- Membre du Conseil d’État avec appointements de 12 000 roubles par an (à partir du 14 mai 1896) ;
- Membre du département de l’Économie d’État du Conseil d’État (du 31 mai 1896 – 1905) ;
- Conseiller secret actuel (1904) ;
- Membre du 2e département du Conseil d’État (1909).

Au cours de la période allant de 1877 à 1891, il participe à la publication du Recueil des lois relatives à l’administration des institutions de l’impératrice Maria.
Cinq fois (de 1893 à 1896), pendant 186 jours, il sera appelé à exercer les fonctions de directeur principal de la Chancellerie privée de sa Majesté l’Empereur chargée des institutions de l’impératrice Maria.

## Distinctions et récompenses
- Juge de paix honoraire du district de Yalta ;

- Chevalier des ordres :
  - de Saint-Stanislas de 1re classe (le 15 mai 1883) ;
  - de Sainte-Anne de 1re classe (le 9 avril 1889) ;
  - de Saint-Vladimir de 2e classe (le 28 novembre 1892) ;
  - de l’Aigle blanc (le 1er janvier 1896) ;
  - de Saint Alexandre Nevski (1901) ;

Il a également reçu la médaille « en mémoire du règne de l’empereur Alexandre III » le 26 février 1896 et les « Bonnes Grâces impériales » lui ont été adressées. En 1902, ses appointements s'élevaient à 17 000 roubles annuels.

## Sources
- (ru) Généalogie de la Descendance de Saveli Verkhovski depuis 1600, Nikolaï Petrovitch Verkhovsky, 1897, Varsovie, 133 pages;
- (ru) Les Verkhovskoy, Une Famille Noble de Kostroma par Vadim G. Merkovski, 2000, Moscou, 205 pages (titre original : Kostromskie Dvoriane Verkhovskie) ;
- (en) Features and Figures of the Past Government and Opinion in the Reign of Nicholas II, Vladimir Iosifovitch Gurko, 1970, éd. Russel & Russel, 760 pages ;
- (en) Russia's Rulers under the Old Regime par Dominic Lieven, 1989, Yale University Press, 407 pages.
- (fr) Mémoires Comte Serge Witte par S. Witte, 2010, édition Le Cherche-Midi, 421 pages.
- (en) Bureaucracy and Nobility in Russia at the end of the Nineteenth Century par W.E. Mosse, The Historical Journal 24,3 (1981) p. 605-628;
- (en) Aspects of the Tzarist Bureaucracy: The State Council in the late Nineteeth Century par W.E. Mosse, The English Historical Review, vol. 95, n° 375, 1980.
- (en) The Russian Ruling Elite under Nicholas II Career Patterns par Dominic Lieven, Cahiers du Monde Russe et Soviétique, vol. 25 n°4, octobre-décembre 1984, p. 429-454
- (fr) La Noblesse de Russie" par Nikolaï Ikonnikov, vice-président du bureau Généalogique de la Noblesse Russe, Tome III de la Deuxième Partie, édition de Paris, 1966
- {(fr) l'Almanach de Gotha" édition de 1910
- [(ru) "Терентьев В. И., «Четыре века Костромского рода Савелия Верховского»
- (fr) Armorial et Nobiliaire de l'Empire de Russie par Jean-Marie Thiébaud, Editions S.P.M., Paris 2014 (voir tome II), 907 p.
- (ru) tombe de Vladimir Vladimirovitch Verkhovski ↑ Надгробие В.В. Верховского и О.А. Верховской на Никольском кладбище (11-я дорожка)
- "Une famille de noblesse ancienne russe, les Verkhovskoy" . 2012. 384 p. par Pierre Nikititch Verkhovskoy (voir catalogue général Bibliothèque Nationale)
- "Альманах современных русских государственных деятелей" Almanach des Hommes d'Etat Russes Modernes en russe, , Isidor Goldberg, 1897, pp 182 et 183;